# Vuelta a la Comunidad de Madrid 2017
La 30.ª edición de la Vuelta a la Comunidad de Madrid (nombre oficial: Vuelta Internacional a la Comunidad de Madrid) se disputó entre el 5 y el 7 de mayo de 2017 con un recorrido de 393,5 kilómetros en tres etapas entre las localidad de Las Rozas de Madrid y Madrid.
La carrera formó parte del UCI Europe Tour 2017, dentro de la categoría UCI 2.1.
La carrera fue ganada por el corredor español Óscar Sevilla del equipo Medellín-Inder, en segundo lugar Raúl Alarcón (W52-FC Porto) y en tercer lugar Fabricio Ferrari (Caja Rural-Seguros RGA).

## Equipos participantes
Tomaron parte en la carrera 15 equipos: 1 de categoría UCI WorldTeam, 2 de categoría Profesional Continental, 11 de categoría Continental y el equipo nacional de España. Formaron así un pelotón de 120 ciclistas de los que acabaron 100. Los equipos participantes fueron:
| WorldTeam- Movistar Team Equipos continentales profesionales (2)- Caja Rural-Seguros RGA - Manzana Postobón Equipos continentales (11)- Bolivia - Burgos-BH - Dare Viator Partizan - Euskadi Basque Country-Murias - Inteja-Dominican - Kuwait-Cartucho.es - Lokosphinx - Medellín-Inder - RP-Boavista - Sapura - W52-FC Porto Equipo nacional- España |
| |

## Recorrido
| Etapa     | Fecha    | Recorrido                                   | type                   | Distancia (km) | Ganador         | Líder         |
| --------- | -------- | ------------------------------------------- | ---------------------- | -------------- | --------------- | ------------- |
| 1.ª etapa | 5 de may | Rozas de Madrid, Las – Rozas de Madrid, Las | etapa de media montaña | 145,1          | Raúl Alarcón    | Raúl Alarcón  |
| 2.ª etapa | 6 de may | Valdemoro – Valdemoro                       | etapa escarpada        | 148,5          | Carlos Barbero  | Raúl Alarcón  |
| 3.ª etapa | 7 de may | Madrid – Madrid                             | etapa llana            | 100            | Jasha Sütterlin | Óscar Sevilla |

## Desarrollo de la carrera

### 1.ª etapa
| Rozas de Madrid, Las - Rozas de Madrid, Las | etapa de media montaña | (145,1 km) |

| \| Clasificación de la etapa \| Clasificación de la etapa \| Clasificación de la etapa \| Clasificación de la etapa \| Clasificación de la etapa \| \| Ciclista \| Ciclista \| Equipo \| Tiempo \| \| \| ------------------------- \| ------------------------- \| ----------------------------- \| ------------------------- \| ------------------------- \| \| 1.º \| Raúl Alarcón \| W52-FC Porto \| DES \| \| \| 2.º \| Dmitri Strajov \| Lokosphinx \| + 0 s \| \| \| 3.º \| Richard Carapaz \| Movistar Team \| + 0 s \| \| \| 4.º \| Óscar Sevilla \| Medellín-Inder \| + 0 s \| \| \| 5.º \| Fabricio Ferrari \| Caja Rural-Seguros RGA \| + 0 s \| \| \| 6.º \| Garikoitz Bravo \| Euskadi Basque Country-Murias \| + 0 s \| \| \| 7.º \| Aldemar Reyes Ortega \| Manzana Postobón \| + 0 s \| \| \| 8.º \| Sergio Pardilla \| Caja Rural-Seguros RGA \| + 0 s \| \| \| 9.º \| Hernán Aguirre \| Manzana Postobón \| + 0 s \| \| \| 10.º \| Juanjo Lobato \| España \| + 2 min 33 s \| \| |                      |                               |              |
| |                      |                               |              |
| Fuente: ProCyclingStats |                      |                               |              |
| Clasificación de la etapa |                      |                               |              |
| Ciclista | Ciclista             | Equipo                        | Tiempo       |
| 1.º | Raúl Alarcón         | W52-FC Porto                  | DES          |
| 2.º | Dmitri Strajov       | Lokosphinx                    | + 0 s        |
| 3.º | Richard Carapaz      | Movistar Team                 | + 0 s        |
| 4.º | Óscar Sevilla        | Medellín-Inder                | + 0 s        |
| 5.º | Fabricio Ferrari     | Caja Rural-Seguros RGA        | + 0 s        |
| 6.º | Garikoitz Bravo      | Euskadi Basque Country-Murias | + 0 s        |
| 7.º | Aldemar Reyes Ortega | Manzana Postobón              | + 0 s        |
| 8.º | Sergio Pardilla      | Caja Rural-Seguros RGA        | + 0 s        |
| 9.º | Hernán Aguirre       | Manzana Postobón              | + 0 s        |
| 10.º | Juanjo Lobato        | España                        | + 2 min 33 s |

| \| Clasificación general \| Clasificación general \| Clasificación general \| Clasificación general \| Clasificación general \| \| Ciclista \| Ciclista \| Equipo \| Tiempo \| \| \| --------------------- \| --------------------- \| ----------------------------- \| --------------------- \| --------------------- \| \| 1.º \| Raúl Alarcón \| W52-FC Porto \| DES \| \| \| 2.º \| Dmitri Strajov \| Lokosphinx \| + 0 s \| \| \| 3.º \| Richard Carapaz \| Movistar Team \| + 0 s \| \| \| 4.º \| Óscar Sevilla \| Medellín-Inder \| + 0 s \| \| \| 5.º \| Fabricio Ferrari \| Caja Rural-Seguros RGA \| + 0 s \| \| \| 6.º \| Garikoitz Bravo \| Euskadi Basque Country-Murias \| + 0 s \| \| \| 7.º \| Aldemar Reyes Ortega \| Manzana Postobón \| + 0 s \| \| \| 8.º \| Sergio Pardilla \| Caja Rural-Seguros RGA \| + 0 s \| \| \| 9.º \| Hernán Aguirre \| Manzana Postobón \| + 0 s \| \| \| 10.º \| Juanjo Lobato \| España \| + 2 min 33 s \| \| |                      |                               |              |
| |                      |                               |              |
| Fuente: ProCyclingStats |                      |                               |              |
| Clasificación general |                      |                               |              |
| Ciclista | Ciclista             | Equipo                        | Tiempo       |
| 1.º | Raúl Alarcón         | W52-FC Porto                  | DES          |
| 2.º | Dmitri Strajov       | Lokosphinx                    | + 0 s        |
| 3.º | Richard Carapaz      | Movistar Team                 | + 0 s        |
| 4.º | Óscar Sevilla        | Medellín-Inder                | + 0 s        |
| 5.º | Fabricio Ferrari     | Caja Rural-Seguros RGA        | + 0 s        |
| 6.º | Garikoitz Bravo      | Euskadi Basque Country-Murias | + 0 s        |
| 7.º | Aldemar Reyes Ortega | Manzana Postobón              | + 0 s        |
| 8.º | Sergio Pardilla      | Caja Rural-Seguros RGA        | + 0 s        |
| 9.º | Hernán Aguirre       | Manzana Postobón              | + 0 s        |
| 10.º | Juanjo Lobato        | España                        | + 2 min 33 s |

### 2.ª etapa
| Valdemoro - Valdemoro | etapa escarpada | (148,5 km) |

| \| Clasificación de la etapa \| Clasificación de la etapa \| Clasificación de la etapa \| Clasificación de la etapa \| Clasificación de la etapa \| \| Ciclista \| Ciclista \| Equipo \| Tiempo \| \| \| ------------------------- \| ------------------------- \| ------------------------- \| ------------------------- \| ------------------------- \| \| 1.º \| Carlos Barbero \| Movistar Team \| 3 h 22 min 18 s \| \| \| 2.º \| Óscar Sevilla \| Medellín-Inder \| + 0 s \| \| \| 3.º \| Raúl Alarcón \| W52-FC Porto \| DES \| \| \| 4.º \| Samuel Caldeira \| W52-FC Porto \| + 3 s \| \| \| 5.º \| Weimar Roldán \| Medellín-Inder \| + 3 s \| \| \| 6.º \| Sergio Higuita \| Manzana Postobón \| + 7 s \| \| \| 7.º \| Fabricio Ferrari \| Caja Rural-Seguros RGA \| + 7 s \| \| \| 8.º \| Richard Carapaz \| Movistar Team \| + 7 s \| \| \| 9.º \| Dmitri Strajov \| Lokosphinx \| + 7 s \| \| \| 10.º \| Fernando Grijalba \| Kuwait-Cartucho.es \| + 7 s \| \| |                   |                        |                 |
| |                   |                        |                 |
| Fuente: ProCyclingStats |                   |                        |                 |
| Clasificación de la etapa |                   |                        |                 |
| Ciclista | Ciclista          | Equipo                 | Tiempo          |
| 1.º | Carlos Barbero    | Movistar Team          | 3 h 22 min 18 s |
| 2.º | Óscar Sevilla     | Medellín-Inder         | + 0 s           |
| 3.º | Raúl Alarcón      | W52-FC Porto           | DES             |
| 4.º | Samuel Caldeira   | W52-FC Porto           | + 3 s           |
| 5.º | Weimar Roldán     | Medellín-Inder         | + 3 s           |
| 6.º | Sergio Higuita    | Manzana Postobón       | + 7 s           |
| 7.º | Fabricio Ferrari  | Caja Rural-Seguros RGA | + 7 s           |
| 8.º | Richard Carapaz   | Movistar Team          | + 7 s           |
| 9.º | Dmitri Strajov    | Lokosphinx             | + 7 s           |
| 10.º | Fernando Grijalba | Kuwait-Cartucho.es     | + 7 s           |

| \| Clasificación general \| Clasificación general \| Clasificación general \| Clasificación general \| Clasificación general \| \| Ciclista \| Ciclista \| Equipo \| Tiempo \| \| \| --------------------- \| --------------------- \| ----------------------------- \| --------------------- \| --------------------- \| \| 1.º \| Raúl Alarcón \| W52-FC Porto \| DES \| \| \| 2.º \| Óscar Sevilla \| Medellín-Inder \| + 0 s \| \| \| 3.º \| Richard Carapaz \| Movistar Team \| + 7 s \| \| \| 4.º \| Dmitri Strajov \| Lokosphinx \| + 7 s \| \| \| 5.º \| Fabricio Ferrari \| Caja Rural-Seguros RGA \| + 7 s \| \| \| 6.º \| Aldemar Reyes Ortega \| Manzana Postobón \| + 7 s \| \| \| 7.º \| Garikoitz Bravo \| Euskadi Basque Country-Murias \| + 7 s \| \| \| 8.º \| Hernán Aguirre \| Manzana Postobón \| + 7 s \| \| \| 9.º \| Sergio Pardilla \| Caja Rural-Seguros RGA \| + 7 s \| \| \| 10.º \| Carlos Barbero \| Movistar Team \| + 2 min 33 s \| \| |                      |                               |              |
| |                      |                               |              |
| Fuente: ProCyclingStats |                      |                               |              |
| Clasificación general |                      |                               |              |
| Ciclista | Ciclista             | Equipo                        | Tiempo       |
| 1.º | Raúl Alarcón         | W52-FC Porto                  | DES          |
| 2.º | Óscar Sevilla        | Medellín-Inder                | + 0 s        |
| 3.º | Richard Carapaz      | Movistar Team                 | + 7 s        |
| 4.º | Dmitri Strajov       | Lokosphinx                    | + 7 s        |
| 5.º | Fabricio Ferrari     | Caja Rural-Seguros RGA        | + 7 s        |
| 6.º | Aldemar Reyes Ortega | Manzana Postobón              | + 7 s        |
| 7.º | Garikoitz Bravo      | Euskadi Basque Country-Murias | + 7 s        |
| 8.º | Hernán Aguirre       | Manzana Postobón              | + 7 s        |
| 9.º | Sergio Pardilla      | Caja Rural-Seguros RGA        | + 7 s        |
| 10.º | Carlos Barbero       | Movistar Team                 | + 2 min 33 s |

### 3.ª etapa
| Madrid - Madrid | etapa llana | (100 km) |

| \| Clasificación de la etapa \| Clasificación de la etapa \| Clasificación de la etapa \| Clasificación de la etapa \| Clasificación de la etapa \| \| Ciclista \| Ciclista \| Equipo \| Tiempo \| \| \| ------------------------- \| ------------------------- \| ----------------------------- \| ------------------------- \| ------------------------- \| \| 1.º \| Jasha Sütterlin \| Movistar Team \| 2 h 14 min 29 s \| \| \| 2.º \| Juanjo Lobato \| España \| + 0 s \| \| \| 3.º \| Eduard Prades \| Caja Rural-Seguros RGA \| + 0 s \| \| \| 4.º \| Carlos Barbero \| Movistar Team \| + 0 s \| \| \| 5.º \| Óscar Sevilla \| Medellín-Inder \| + 0 s \| \| \| 6.º \| Dylan Page \| Caja Rural-Seguros RGA \| + 0 s \| \| \| 7.º \| Raúl Alarcón \| W52-FC Porto \| + 0 s \| \| \| 8.º \| Sergio Higuita \| Manzana Postobón \| + 0 s \| \| \| 9.º \| Mamyr Stash \| Lokosphinx \| + 0 s \| \| \| 10.º \| Albert Torres Barceló \| Inteja-Dominican cycling team \| + 0 s \| \| |                       |                               |                 |
| |                       |                               |                 |
| Fuente: ProCyclingStats |                       |                               |                 |
| Clasificación de la etapa |                       |                               |                 |
| Ciclista | Ciclista              | Equipo                        | Tiempo          |
| 1.º | Jasha Sütterlin       | Movistar Team                 | 2 h 14 min 29 s |
| 2.º | Juanjo Lobato         | España                        | + 0 s           |
| 3.º | Eduard Prades         | Caja Rural-Seguros RGA        | + 0 s           |
| 4.º | Carlos Barbero        | Movistar Team                 | + 0 s           |
| 5.º | Óscar Sevilla         | Medellín-Inder                | + 0 s           |
| 6.º | Dylan Page            | Caja Rural-Seguros RGA        | + 0 s           |
| 7.º | Raúl Alarcón          | W52-FC Porto                  | + 0 s           |
| 8.º | Sergio Higuita        | Manzana Postobón              | + 0 s           |
| 9.º | Mamyr Stash           | Lokosphinx                    | + 0 s           |
| 10.º | Albert Torres Barceló | Inteja-Dominican cycling team | + 0 s           |

## Clasificaciones finales
- Las clasificaciones finalizaron de la siguiente forma:[3]

### Clasificación general
| \| Clasificación general \| Clasificación general \| Clasificación general \| Clasificación general \| Clasificación general \| \| Ciclista \| Ciclista \| Equipo \| Tiempo \| \| \| --------------------- \| --------------------- \| ----------------------------- \| --------------------- \| --------------------- \| \| 1.º \| Óscar Sevilla \| Medellín-Inder \| 9 h 09 min 20 s \| \| \| 2.º \| Raúl Alarcón \| W52-FC Porto \| DES \| \| \| 3.º \| Fabricio Ferrari \| Caja Rural-Seguros RGA \| + 7 s \| \| \| 4.º \| Dmitri Strajov \| Lokosphinx \| + 7 s \| \| \| 5.º \| Garikoitz Bravo \| Euskadi Basque Country-Murias \| + 7 s \| \| \| 6.º \| Richard Carapaz \| Movistar Team \| + 7 s \| \| \| 7.º \| Aldemar Reyes Ortega \| Manzana Postobón \| + 7 s \| \| \| 8.º \| Hernán Aguirre \| Manzana Postobón \| + 7 s \| \| \| 9.º \| Sergio Pardilla \| Caja Rural-Seguros RGA \| + 7 s \| \| \| 10.º \| Carlos Barbero \| Movistar Team \| + 2 min 33 s \| \| |                      |                               |                 |
| |                      |                               |                 |
| Fuente: ProCyclingStats |                      |                               |                 |
| Clasificación general |                      |                               |                 |
| Ciclista | Ciclista             | Equipo                        | Tiempo          |
| 1.º | Óscar Sevilla        | Medellín-Inder                | 9 h 09 min 20 s |
| 2.º | Raúl Alarcón         | W52-FC Porto                  | DES             |
| 3.º | Fabricio Ferrari     | Caja Rural-Seguros RGA        | + 7 s           |
| 4.º | Dmitri Strajov       | Lokosphinx                    | + 7 s           |
| 5.º | Garikoitz Bravo      | Euskadi Basque Country-Murias | + 7 s           |
| 6.º | Richard Carapaz      | Movistar Team                 | + 7 s           |
| 7.º | Aldemar Reyes Ortega | Manzana Postobón              | + 7 s           |
| 8.º | Hernán Aguirre       | Manzana Postobón              | + 7 s           |
| 9.º | Sergio Pardilla      | Caja Rural-Seguros RGA        | + 7 s           |
| 10.º | Carlos Barbero       | Movistar Team                 | + 2 min 33 s    |

## Evolución de las clasificaciones
| Etapa (Vencedor)            | Clasificación general | Clasificación por puntos   | Clasificación de la montaña | Clasificación de las metas volantes | Clasificación por equipos |
| --------------------------- | --------------------- | -------------------------- | --------------------------- | ----------------------------------- | ------------------------- |
| 1.ª etapa (Raúl Alarcón)    | Raúl Alarcón          | Raúl Alarcón               | Aldemar Reyes               | Fabricio Ferrari                    | Caja Rural-Seguros RGA    |
| 2.ª etapa (Carlos Barbero)  | Raúl Alarcón          | Raúl Alarcón               | Aldemar Reyes               | Daniel Sánchez                      | Caja Rural-Seguros RGA    |
| 3.ª etapa (Jasha Sütterlin) | Óscar Sevilla         | Raúl Alarcón               | Aldemar Reyes               | Daniel Sánchez                      | Caja Rural-Seguros RGA    |
| Clasificación final         | Óscar Sevilla         | Raúl Alarcón Óscar Sevilla | Aldemar Reyes               | Daniel Sánchez                      | Caja Rural-Seguros RGA    |

## UCI World Ranking
La Vuelta a la Comunidad de Madrid otorgó puntos para el UCI Europe Tour 2017 y el UCI World Ranking, este último para corredores de los equipos en las categorías UCI ProTeam, Profesional Continental y Continental. Las siguientes tablas son el baremo de puntuación y los corredores que obtuvieron puntos:
| Posición              | 1.ª | 2.ª | 3.ª | 4.ª | 5.ª | 6.ª | 7.ª | 8.ª | 9.ª | 10.ª |
| Clasificación general | 125 | 85  | 70  | 60  | 50  | 40  | 35  | 30  | 25  | 20   |
| Por etapa             | 14  | 5   | 3   |     |     |     |     |     |     |      |
| Líder                 | 3   |     |     |     |     |     |     |     |     |      |

| Clasificación | Clasificación    | Clasificación                 | Clasificación | Clasificación | Clasificación | Clasificación |
| Posición      | Ciclista         | Equipo                        | General       | Etapa         | Líder         | Total         |
| ------------- | ---------------- | ----------------------------- | ------------- | ------------- | ------------- | ------------- |
| 1.º           | Óscar Sevilla    | Medellín-Inder                | 125           | 5             | -             | 130           |
| 2.º           | Raúl Alarcón     | W52-FC Porto                  | 85            | 17            | 6             | 108           |
| 3.º           | Fabricio Ferrari | Caja Rural-Seguros RGA        | 70            | -             | -             | 70            |
| 4.º           | Dmitry Strakhov  | Lokosphinx                    | 60            | 5             | -             | 65            |
| 5.º           | Garikoitz Bravo  | Euskadi Basque Country-Murias | 50            | -             | -             | 50            |
| 6.º           | Richard Carapaz  | Movistar                      | 40            | 3             | -             | 43            |
| 7.º           | Aldemar Reyes    | Manzana Postobón              | 35            | -             | -             | 35            |
| 8.º           | Carlos Barbero   | Movistar                      | 20            | 14            | -             | 34            |
| 9.º           | Hernán Aguirre   | Manzana Postobón              | 30            | -             | -             | 30            |
| 10.º          | Sergio Pardilla  | Caja Rural-Seguros RGA        | 25            | -             | -             | 25            |